# جاك كاريو
جاك كاريو (بالفرنسية: Jean Cariou)‏ هو لاعب فروسية استعراضية ‏ فرنسي، ولد في 23 سبتمبر 1870 في Peumerit ‏ في فرنسا، وتوفي في 7 أكتوبر 1951 في بولون-بيانكور في فرنسا.

## وصلات خارجية
- جاك كاريو على موقع أوليمبيديا (الإنجليزية)